# Fina Puigdevall
Fina Puigdevall (Olot, 30 de mayo de 1963) es jefa de cocina española y propietaria desde 1990 del restaurante Les Cols en Olot (provincia de Gerona, en Cataluña). Se trata de la masía de la familia Puigdevall, y es la casa en que nació. Su cocina se caracteriza por la utilización de productos y materia prima de ‘kilómetro 0’, proveniente sobre todo de la comarca de La Garrocha y de sus propios huertos, trabajando así por su conservación.
A lo largo de los años ha participado en diversos congresos y certámenes gastronómicos tanto a nivel nacional como internacional. El restaurante Les Cols cuenta con dos estrellas Michelín (la primera le fue concedida en 2005, la segunda en 2010) y dos soles de la Guía Repsol. Conocido no solo por su cocina sino también por la decoración de sus espacios, el establecimiento encargó la renovación de la masía a RCR Arquitectes en 2003 - diseño que fue galardonado con el premio FAD del público ese mismo año, y con el Contractworld Award de 2005.

## Trayectoria personal
En 1990, Fina Puigdevall funda el restaurante Les Cols junto a Manel Puigvert, su actual marido, en el corazón de La Garrocha catalana. Partiendo de una cocina variada, a los doce años de recorrido su propuesta gastronómica da un vuelco y se centra en ingredientes 'no viajados', en trabajar la materia prima local - esto implicó el dejar de cocinar pescado y marisco, y centrarse en los ingredientes tradicionales de los alrededores.
En 2003, RCR Arquitectes recibe el encargo de renovar el Mas de Les Cols, y su diseño es galardonado con el premio FAD del público de ese mismo año. Al proyecto interior, caracterizado por líneas depuradas y un comedor central de tonos dorados, se suman en los años siguientes los llamados 'pabellones' de Les Cols, que a su vez reciben el Contractworld Award de 2005 entre otros, y que cuentan con una espaciosa carpa y la ampliación de los espacios exteriores para su aprovechamiento en banquetes y celebraciones.
En 2005 llega también la primera estrella Michelín, que posiciona el restaurante en el mapa gastronómico internacional y abre la puerta a una segunda estrella cinco años más tarde, en 2010. Es tal el reconocimiento internacional que son muchos los congresos y certámenes gastronómicos que extienden invitaciones al equipo de dirigido por Fina Puigdevall, entre los que destaca una ponencia en Harvard en 2011.
2017 marca la publicación de Ànima, un libro fruto de más de tres años de trabajo, que traza la historia del restaurante y captura su esencia a través de imágenes, recetas y poesía. En él colaboran figuras de la cultura española de la talla de Isabel Coixet y Miquel Martí i Pol.

## Cocina volcánica - Ingredientes locales y sostenibilidad
La cocina 'volcánica' de Les Cols busca preservar y proteger los ingredientes locales de La Garrocha, y le debe el nombre a su ubicación en el corazón del Parc Natural de la Zona Volcànica de La Garrotxa. Fina explica en una entrevista que "la tierra de La Garrocha retiene el agua de tal manera que llena de un sabor único las verduras y hortalizas que crecen en ella, es por eso que nos gusta tanto utilizarlas en nuestra cocina".
Entre ellas destacan el alforfón, la patata de La Vall d’en Bas, el maíz, las judías de Santa Pau, la trufa, la castaña, el nabo, las setas, las hierbas y las flores. Más allá de las hortalizas, encontramos el averío de payés (como son los patos y pollos de corral), la ratafía, el roscón de Olot, el cerdo y los embutidos, la trucha de río, el caracol, y el jabalí.
Un pilar importante de su filosofía es la proximidad, y el relacionarse directamente con el productor sin ningún intermediario. En los últimos años, el restaurante no sólo ha estrechado todo lo posible su relación con los productores locales (que hasta aparecen en su libro, Ànima), sino que ha desarrollado huertos propios, así como un gallinero - este último se aprecia perfectamente desde el restaurante, y ambos pueden ser visitados por los comensales concertando una cita previa.
Esto no sólo les permite disponer de ingredientes 'no viajados', sino también de cerrar el círculo de consumo de los alimentos que producen a través del compostaje.

## Reconocimientos
- 2005 - 1.ª estrella Michelín[7][19][6]
- 2010 - 2.ª estrella Michelín[7][17][6]
- 2018 - Premio Gastronómico El Hortelano[20]
- 2018 - Premio Continuará de RTVE[21]
- 2018 - Elle Gourmet Awards, Chef de Vanguardia[22]
- 2018 - Premi Nacional de Gastronomia 2019, otorgado por la Acadèmia Catalana de Gastronomia i Nutrició.[23]